# Eneopteroides cordobensis
Eneopteroides cordobensis är en insektsart som beskrevs av Desutter-grandcolas 2003. Eneopteroides cordobensis ingår i släktet Eneopteroides och familjen syrsor. Inga underarter finns listade i Catalogue of Life.